# 名探偵コナン ゼロの日常
『名探偵コナン ゼロの日常』（めいたんていコナン ゼロのティータイム）は、青山剛昌（原作）、新井隆広（作画）による日本の漫画作品。略称は「ゼロティー」。

## 概要
『週刊少年サンデー』（小学館）にて2018年第24号から連載を開始。2018年第33号以降は、本編休載時のみ掲載される。2022年第26号にて第一部が完結。第6巻までの電子書籍版を含めた累計発行部数は350万部を突破している。
安室透を主人公としたスピンオフ作品で、主に安室（降谷・バーボン）の日常が描かれる。青山本人が新井と共に打ち合わせし、新井のネームや下書きの修正などを青山が行い新井が清書という形になっている。第2巻からは青山がエピソードプロットも提供している。新井のプロットも存在するがそれも青山が監修している。連載週になると、公式Twitterに『Next Zero's Teatime』として下書き修正画が予告として投稿されるほか、巻末には青山が修正した一部箇所などが全話収録されている。
タイトルの由来は漫画『けいおん!』の「放課後ティータイム」から。

## 登場人物
声の項はテレビアニメ版の声優。

### 主要人物
安室 透（あむろ とおる）
声 - 古谷徹、伊瀬茉莉也（少年時代）
主人公。
連載にあたって新井は事前に「ムキムキからちょっと痩せ気味」まで、約5パターンの体型の安室透を描き下ろして担当編集経由で青山剛昌に送り、作画の方向性について確認を仰いでいる。その中から青山は「細マッチョ体型」の安室透のデザインを採択した。
榎本 梓（えのもと あずさ）
声 - 榎本充希子
栗山 緑（くりやま みどり）
声 - 百々麻子
妃英理の秘書。ポアロの常連客で梓とは洋服のショッピングを楽しむ仲。
風見 裕也（かざみ ゆうや）
声 - 飛田展男
降谷の部下。
2016年の映画『純黒の悪夢』時点ではジンと同等の背丈を持つ大男としてデザインされていたが、『ゼロの日常』を契機に、青山剛昌による「公安が目立っちゃダメでしょ」という意見によって「安室より1センチ低い背丈」へと再設定された。
ハロ
声 - 潘めぐみ
安室の飼い犬。
安室が一人で居るシーンを漫画で描くとどうしても独り言が増えてしまうため、安室が自分の部屋に居る時の話し相手を作るために新井が提案し、青山も承諾したことで生まれたキャラクター。

### 喫茶ポアロの客たち
鶴山 麗子（つるやま れいこ）
声 - 真山亜子
「喫茶ポアロ」の常連客の老婦人。
浩樹（ひろき）
声 - 高乃麗
喫茶ポアロの常連客。『名探偵コナン』本編の「消えた死体殺人事件」にも登場した小学生で猫「アキラ」の飼い主。
アンドレ・キャメル
声 - 梁田清之
沖野 ヨーコ（おきの - ）・山岸 栄一（やまぎし えいいち）
第4巻に登場。小五郎の紹介でポアロのサンドイッチの評判を知り、出前を依頼。

### 米花町の住人達
小倉 功雅（おぐら かつまさ）・大橋 彩代（おおはし さよ）
「ラーメン小倉」の店長とアルバイト。草野球チーム「米花ライスフラワーズ」のメンバーでもある。
福井 柚嬉（ふくい ゆずき）
バー「ブルーパロット」のバーテンダー。草野球チーム「米花ライスフラワーズ」のメンバーでもある。

### 帝丹小学校
小林 澄子（こばやし すみこ）
第3巻に登場。帝丹小学校1年B組の担任教師。パン教室の講師を喫茶ポアロに依頼。
東尾 マリア
帝丹小学校1年B組の生徒。

### その他の登場人物
榎本 杉人（えのもと すぎひと）
榎本 梓の兄。
大尉（たいい）
梓の飼い猫。
松田 陣平（まつだ じんぺい）
萩原 研二（はぎわら けんじ）
伊達 航（だて わたる）
諸伏 景光（もろふし ひろみつ）
声 - 緑川光
赤井 秀一（あかい しゅういち）
ベルモット
声 - 小山茉美
江戸川 コナン（えどがわ -）
シルエットや安室透の回想、写真で登場している。
宮野 志保（みやの しほ）
安室透の持っている写真に写っていた。
宮野 エレーナ（みやの - ）
声 - 林原めぐみ
米原 桜子（よねはら さくらこ）
第5巻に登場した。

## 書誌情報
| 巻 | 発売日         | ISBN              |
| -- | -------------- | ----------------- |
| 1  | 2018年8月8日   | 978-4-09-128536-2 |
| 2  | 2018年10月18日 | 978-4-09-128638-3 |
| 3  | 2019年4月10日  | 978-4-09-128884-4 |
| 4  | 2019年11月18日 | 978-4-09-129497-5 |
| 5  | 2021年10月18日 | 978-4-09-850803-7 |
| 6  | 2022年6月17日  | 978-4-09-851175-4 |

## 反響・評価
2018年の映画『ゼロの執行人』で、安室目当てでポアロに通う女子高生達によるネット炎上を榎本梓が警戒するというシーンが描かれたが、本作に絡んで同様の出来事が現実で起きている。
きっかけは青山が「夢オチだったら面白いんじゃない」とアイディアを出した事により作成された第2巻収録「鶴山のおばあちゃんの夢の回」。2018年8月5日の午前0時に新井のツイッターから更新された『ゼロの日常』次回予告に添付された予告カットに対して「安室さんと梓さんがいちゃついてるの辛い」「安室さんの恋人は国じゃないんですか？」といった声が殺到。これと前後して『ゼロの日常』次回予告コーナー「Next Zero's Teatime」の発信は新井個人のツイッターアカウントpyonpyon6から『ゼロの日常』公式アカウントzerotea_fileに移行した。
後日青山は新井との対談で「驚いたね、あんなに波紋を呼ぶとは」とコメント。ゲーム『どうぶつの森』のヘビーユーザーとしても知られる青山が同ゲームのメッセージ共有機能を使って発信した『安室の恋人は国』の一言でその日のうちに炎上がパッと収まった事を新井は挙げ、「でも反響ぶりに、安室さんファンの愛の深さを感じました」と青山に返している。

## テレビアニメ
2021年10月4日にアニメ化されることが発表された。『犯人の犯沢さん』と同様の放送と配信が行われる。2022年4月5日から5月10日までTOKYO MXほかにて、15分枠のショートアニメとして全6話が放送された。最終話の放送終了後には『犯人の犯沢さん』とのコラボイラストが公開された。
本作のアニメ化にあたり「この話はやめてくれっていうエピソードはありますか」と事前確認を受けた際に青山は「1個もないですよ」と答えた事を『ゼロの日常』アニメ化記念インタビューの席で新井に報告し、「どの話がアニメ化されるのか含めて全部楽しみ」と受け答えしている。
アニメ制作決定の以前からアニメ化が期待されていた作品であり、「ぜひアニメ化してほしい漫画ランキング」で第1位、「アニメ化してほしいマンガランキング」でも第7位にランクインしている。

### スタッフ
- 原作 - 新井隆広[24]
- 原案協力 - 青山剛昌[24]
- 監督 - 小坂知[7]
- シリーズ構成・脚本 - 中村能子[7]
- キャラクターデザイン監修 - 須藤昌朋[9]
- キャラクターデザイン - 吉見京子[7]
- 総作画監督 - 吉見京子、斉藤千恵[7]
- プロップデザイン - 小川浩（TIME.1、2、5、6）、宮﨑陽子（TIME.3、4）
- 美術監督 - 加藤浩、保木いずみ[7]
- 色彩設計 - 歌川律子[7]
- 撮影監督 - 押見綾[7]
- 編集 - 藤田育代[7]
- 音響監督 - 浦上靖之、浦上慶子[7]
- 音楽 - TOMISIRO[7]
- 音楽プロデューサー - 大隅啓良
- プロデューサー - 近藤秀峰、佐藤エミ、中田博也、寺島清晃
- アニメーションプロデューサー - 藤堂真孝
- アニメーション制作 - TMS/第1スタジオ[9]
- 制作 - 小学館集英社プロダクション、トムス・エンタテインメント
- 製作 - 「名探偵コナン ゼロの日常」製作委員会

### 主題歌
「Shooting Star」
RAKURAによるオープニング主題歌。作詞・作曲・編曲はRa-U。
「Find the truth」
Rainy。によるエンディング主題歌。作詞はUiNA、作曲はYCMと佐野仁美、編曲はYCMと中村純一。

### 各話リスト
| 話数  | サブタイトル | 絵コンテ        | 演出     | 作画監督                                                                  | 初放送日      |
| ----- | ------------ | --------------- | -------- | ------------------------------------------------------------------------- | ------------- |
| 第1話 | TIME.1       | 小坂知          | 小坂知   | たなかみほ 牛ノ濱由惟 井元愛夕                                            | 2022年 4月5日 |
| 第2話 | TIME.2       | 金井次朗 寺岡巌 | 小坂知   | 林智子 鈴木FALCO 洞内梢 斉藤千恵 佐々木恵子 中谷藍                        | 4月12日       |
| 第3話 | TIME.3       | 寺岡巌          | 高橋謙仁 | 牛ノ濱由惟 たなかみほ                                                     | 4月19日       |
| 第4話 | TIME.4       | 寺岡巌          | 高橋謙仁 | 古谷田順久 小松真梨子 佐々木恵子 大友健一 津吹明日香 長野まりえ 鈴木FALCO | 4月26日       |
| 第5話 | TIME.5       | 本多康之        | 戸澤稔   | 佐々木恵子                                                                | 5月3日        |
| 第6話 | TIME.6       | 金井次朗        | 江副仁美 | 牛ノ濱由惟 たなかみほ 佐々木恵子 林智子 山本道隆                          | 5月10日       |

### 放送局
| 放送期間               | 放送時間                     | 放送局     | 対象地域   | 備考                            |
| ---------------------- | ---------------------------- | ---------- | ---------- | ------------------------------- |
| 2022年4月5日 - 5月10日 | 火曜 1:20 - 1:35（月曜深夜） | TOKYO MX   | 東京都     |                                 |
|                        | 火曜 1:59 - 2:14（月曜深夜） | 読売テレビ | 近畿広域圏 | 製作参加 / 『MANPA』第1部前半   |
| 2022年4月6日 - 5月11日 | 水曜 0:30 - 0:45（火曜深夜） | BS日テレ   | 日本全域   | BS放送 / 『アニメにむちゅ〜』枠 |

インターネットでは、2022年4月5日よりNetflixにて独占配信。

### Blu-ray
2023年12月28日発売。
当初の発売予定日は2023年12月20日であったが「制作上の都合」により延期された。
| 発売日         | 収録話                      | 規格品番  |
| -------------- | --------------------------- | --------- |
| 2023年12月28日 | 第1話-第6話（本編14分×6話） | ONXD-4031 |